# Лесорубы (клуб по американскому футболу)
Лесорубы — клуб по американскому футболу из Архангельска, участвующий в Первой Лиге Восточно-европейской Суперлиги.

## История
Клуб основан 13 января 2013 года. Первые два игровых сезона игроки клуба провели в составе Оружейников из Петрозаводска.
С 2015 года команда стала регулярным участником региональных кубков и турниров:
- Snow Bowl 2015[1].
- Charity Bowl 2015[2].
- PTZ Bowl 2016[3].
- Кубок Заполярья 2016[4].
- Snow Bowl 2017[5].
- Кубок Русского Севера 2018[6].

Начиная с сезона 2020 года, клуб выступает в дивизионе «Север» Первой Лиги Восточно-европейской Суперлиги.